# L'Enlèvement de Ganymède
L'Enlèvement de Ganymède – en italien Ratto di Ganimede – est un tableau réalisé par le peintre italien Le Corrège vers 1530. Cette huile sur toile est une peinture mythologique qui représente l'enlèvement de Ganymède par Jupiter métamorphosé en aigle, sous le regard d'un chien. Partie d'une série consacrée aux amours jupitériennes peinte pour Frédéric II de Mantoue, l'œuvre est aujourd'hui conservée au musée d'Histoire de l'art de Vienne, à Vienne, en Autriche.